# Soulja Boy
Деандре Кортез Веј (енгл. DeAndre Cortez Way; Чикаго, 28. јул 1990), познат као Soulja Boy (раније Soulja Boy Tell 'Em), амерички је репер и музички продуцент.

## Биографија
Рођен је у Чикагу, док се са шест година преселио у Атланту, где се заинтересовао за реп музику. Са 14 година се преселио у Бејтсвил са оцем. У септембру 2022. добио је сина.

## Дискографија
Студијски албуми
- (2007)
- (2008)
- (2010)
- (2014)
- (2015)
- (2018)
- (2018)
- (2021)
- (2021)
- (2022)